# 読者
読者（どくしゃ）は、書籍、新聞、雑誌等の文章を読む人、読み手のこと。
特にある作者や雑誌を好んで読む人を愛読者という。愛読者を「読者を愛すること」の意味とするのは筒井康隆の解釈である（『乱調文学大辞典』）。

## 受容理論における読者
一般に読者とは作品を鑑賞する（だけの受動的な）存在と考えられているが、文学の受容理論において、文学の生産や受容の要素の一つとされる。この場合、現実の読者のみではなく、作者が想定する読者、テクストが指示する読者の意味も持つ。